# Años 1590 a. C.
La década de los años 1590 a. C. comenzó el 1 de enero de 1600 a. C. y terminó el 31 de diciembre de 1590 a. C.

Corresponde al siglo XVI a. C.

## Eventos
- 1600 a. C.: Iniciada la formación del Morro del Tulcán, en Popayán (Cauca)
- 1595 a. C.: Los hititas, al mando del rey Mursil I, saquean Babilonia y la someten al vasallaje.[1]
- 1590 a. C.: En el valle medio del río Calima (Colombia) se desarrolla la cultura Ilama.